# Brasinoesteroides
Los brasinoesteroides son una familia de compuestos que actúan como reguladores de crecimiento vegetal en muy bajas cantidades. Son las únicas fitohormonas  con una estructura química de tipo esteroidal (moléculas polihidroxiesteroideas) en las plantas y están considerados como la sexta clase de hormonas vegetales. Desempeñan un papel esencial en el crecimiento y desarrollo, participando
en procesos de expansión, división y diferenciación celular en los tejidos jóvenes de las plantas en crecimiento. La ausencia, defecto o problemas de su asimilación en las
plantas, se traduce inmediatamente en cambios drásticos del fenotipo de las plantas como son enanismo severo, disminución de la fertilidad, poco desarrollo de las raíces, cambios en la morfología de las hojas y otras anormalidades. Además, diversas investigaciones han informado que estos compuestos no sólo son capaces de estimular la división y la elongación celular sino que además pueden incrementar el rendimiento de los cultivos.

## Historia
En 1968 se informó el aislamiento, a partir de extractos metanólicos de la planta Distylium racemosum, de tres fracciones que presentaban una inusual actividad promotora del crecimiento vegetal y que fueron denominados factores A1, A2 y B. En 1970, se informó que un extracto lipoidal obtenido del polen del nabo (Brassica napus) mostraba una sorprendente actividad estimuladora del crecimiento vegetal. Estudios espectroscópicos y de difracción de rayos-X revelaron la estructura del compuesto responsable de este efecto como la (22R, 23R, 24S)-2a,3a,22,23-tetrahidroxi-24-metil-B-homo-7-oxa-5a-colestan-6-ona3. Esta sustancia, a la que se denominó brasinolida, se distingue de otros compuestos esteroidales por poseer una estructura caracterizada por la presencia de una agrupación diol en las posiciones dos y tres del anillo A, un anillo B de tipo 7-oxa-lactona y una cadena lateral portadora de cuatro centros quirales contiguos (20S, 22R, 23R, 24S), con grupos metilos en las posiciones C-20 y C-24 y grupos hidroxilos en las posiciones C-22 y C-23.
Tras la identificación de la brasinolida, producto final de ruta derivada de la ruta de los terpenoides, se han aislado y caracterizado decenas de compuestos con características estructurales semejantes que han mostrado diferentes grados de actividad estimuladora de la elongación y división celular. Estos compuestos, además de la brasinolida, que es el representante más activo, conforman la familia de los brasinoesteroides que en general son considerados por muchos especialistas como la sexta clase de hormona vegetal.

## Identificación y caracterización
Existe una serie de bioensayos que han sido aplicados en la evaluación de la actividad biológica de los brasinoesteroides naturales, tales como «Enraizamiento del Tomate», «Primer internodo del Frijol», «Peso de los Cotiledones del Rábano» y «Longitud del Hipocotilo del Rábano». Debido a la cantidad extremadamente pequeña en que estos compuestos están presentes en las plantas, han sido desarrollados procedimientos microanalíticos basados en la combinación de técnicas de separación como la cromatografía gaseosa y la cromatografía líquida de alta resolución (HPLC), técnicas de determinación estructural Espectrometría de Masas con monitoreo selectivo de iones y bioensayos de alta sensibilidad, tales como el de la «Inclinación de la Lámina de Arroz», «Segundo Internodo del Frijol» y el «Desenrrollamiento de la Hoja del Trigo». En general, cuando se obtiene una fracción de alta pureza que responde positivamente a alguno de los bioensayos ya mencionados, la misma se somete a análisis haciendo uso de cromatografía gaseosa en combinación con HPLC que conduce a la identificación del compuesto presente si se trata de una sustancia previamente conocida. La identificación de compuestos desconocidos requiere por lo general la combinación de varias técnicas de determinación estructural.

## Respuestas fisiológicas
La aplicación de brasinoesteroides a niveles de nanomoles a micromoles causa una pronunciada elongación de hipocótilos, epicótilos y pedúnculos en las dicotiledóneas, así como coleóptilos y mesocótiles en las monocotiledóneas (21, 66, 94). Los tejidos jóvenes son particularmente sensible a las BRs, y, de hecho, los BRs endógenos están directamente involucrados en el control de la expansión celular ya que están presentes en dichos tejidos y, además, se acumulan en las zonas de activa elongación.